# 봉명동 (대전)
봉명동(鳳鳴洞)은 대전광역시 유성구의 법정동이다. 면적은 2.1km2이다. 행정동은 북부 지역은 온천1동에 속하고, 동남부 지역은 원신흥동에서 관할한다. 2018년 9월 30일 주민등록 인구는 27,314명이다.
유성온천은 관광특구로 지정되어 있다. 대전 도시철도 1호선 유성온천역이 위치한다.

## 역사
- 백제 : 노사지현(奴斯只縣)
- 신라 : 비풍군(比豐郡) 유성현(儒城縣)
- 고려 : 공주부(公主府) 유성현(儒城縣)
- 조선 : 충청도 공주목 유성현(儒城縣)
- 1895년 : 공주군 현내면(縣內面)
- 1914년 : 충청남도 대전군 유성면 봉명리
- 1935년 : 충청남도 대덕군 유성면 봉명리
- 1973년 : 충청남도 대덕군 유성읍 봉명리
- 1983년 : 충청남도 대전시 중구 봉명동
- 1989년 : 대전직할시 유성구 봉명동
- 1995년 : 대전광역시 유성구 봉명동

## 교육
- 대전봉명초등학교
- 대전봉명중학교

## 아파트
- 도안7단지 예미지 백조의 호수 - 금성백조주택 / 2014년 6월 입주
- 유성 봉명동 나이스팰리스 - 나이스타운건설 / 2016년 11월 입주
- 유성 세움펠리피아 - 세움종합건설 / 2014년 7월 입주
- 도안2단지 호반베르디움 - 호반건설, 호반비오토 / 2014년 7월 입주
- 한국토지주택공사 
  - 도안마을 1단지 - 삼환까뮤, 혜림건설 / 2010년 8월 입주
  - 도안6단지 센트럴시티 - 삼환까뮤 / 2010년 11월 입주